# Cronologia Dunensis
Cronologia Dunensis var en medeltida handskrift som förvarades i cistercienserklostret Ten Duinen (grundat 1139) i Flandern. 
Handskriften är känd genom att klostrets abbot (”priori Dunensi Brugis”) Carolo (Carolus) de Visch i sin omfattande bok ”Bibliotheca Scriptorum Sacri Ordinis Cisterciensis”, tryckt i Köln 1649, lät infoga en avskrift av densamma. Handskriften har med stor sannolikhet funnits i hans klosterbibliotek. 
I bokens förord omtalas handskriften som ”Eliæ de Coxida Abbatis Dunensis, Sermones duo, olim (circa an. 1190) habiti in Capitulo generali.” Den är således författad omkring 1190 och är en komplett lista över de olika munkkloster av cistercienserorden i Europa som grundats under perioden 1113–1189. Mellan åren 1188 och 1189 har de Visch i sin årtalslista lagt in rubrikraden ”Hic definit antiqua Cronologia Dunensis”. Det finns således inga tvivel om att handskriften tillkommit eller slutförts 1188-1189, vilket ju också de Visch angett med ”circa an. 1190”.
Handskriften har stort historiskt värde eftersom grundläggningsår och månad redovisats för många av de nordiska klostren som i övrigt har bristfällig dokumentation. Den är också intressant då den anger ett dittills okänt kloster i Lunds stift 1138. Till Lunds stift räknades vid denna tid Skåne, Halland och Bornholm. Klostret i fråga, Clara Sylua, uppfördes redan fem år före Alvastra och Nydala, båda 1143, vilka dittills ansetts som de äldsta i Skandinavien.  

## Nordiska kloster omnämnda i Cronologia Dunensis
Handskriften innehåller följande uppgifter om de nordiska klostren:
| År   | Kloster                  | Upplysningar                                                      |
| 1138 | Okänt kloster            | Clara Sylua, In Dania, Lundensis                                  |
| 1143 | Alvastra, Östergötland   | Mense Iunio Alnastrum, In Suetia, Vpsalensis                      |
| 1143 | Nydala, Småland          | Mense eodem (samma månad), Noua vallis, In Godlandia, Lincopensis |
| 1144 | Herrevads kloster, Skåne | 4. Idus Octob., Heriuadum, In Dacia, Lundensis                    |
| 1146 | Lysia, Bergen            | 7. Idus Iulij, Lysa, In Norvvegia, Bergensis                      |
| 1147 | Huvedöya, Oslo           | Houedoa, In Norwegia, Asloensis                                   |
| 1148 | Varnhem, Västergötland   | Varuhemium aliás Beruheim, In Suetia, Scarensis                   |
| 1153 | Esrums kloster, Själland | Esromium, In Dacia, Roskildensis                                  |
| 1158 | Vitskøl kloster, Jylland | Nonis Aprilis, Vitæ Schola, In Dacia, Lundensis                   |
| 1160 | Julita, Södermanland     | Saba, aliás Julita, In Suecia, Strengennensis                     |
| 1161 | Sorö, Själland           | Idibus Julij, Sora, In Dania, Roskuldensis                        |
| 1162 | Tvis, Jylland            | Tuta vallis, In Dania, Rypensis                                   |
| 1163 | Roma, Gotland            | Gudualia, In Godtlandia, Visboiensis                              |
| 1165 | Öm, Jylland              | Clara Insula, In Dania, Lundensis, alibi Arosiensis               |
| 1171 | Holme, Fyn               | Insula Dei, In Dania, Ottoniensis                                 |
| 1172 | Okänt kloster            | 6. Cal. Iulij Phionia, vel Fyonia, In Dania                       |
| 1173 | Lögum, Jylland           | Locus Dei, In Dania Rypensis                                      |
| 1174 | Okänt kloster            | 4.9as. Februarij Colbar, idest, Mera vallis, In Dania, Lundensis  |
| 1176 | Okänt kloster            | 4. cal. Aprilis, Gradizium, In Norwegia, Hamariensis              |
| 1188 | Okänt kloster            | Nemus S. Mariæ, In Dania, Lundensis                               |